# Henri Moerenhout
Henri Moerenhout (* 14. Februar 1893 in Overijse; † 2. Juli 1987 in Dilbeek) war ein belgischer Radrennfahrer und nationaler Meister im Radsport.

## Sportliche Laufbahn
1913 wurde er nationaler Meister im Querfeldeinrennen. 1926 konnte er diesen Titel erneut gewinnen. 1925 siegte er im Critérium international de cyclo-cross, das als Vorläufer der späteren UCI-Weltmeisterschaften galt. Von 1919 bis 1926 war er als Berufsfahrer aktiv. Im Straßenradsport war sein bedeutendster Erfolg der Sieg in der Limburg-Rundfahrt 1919.